# Zonitoschema oculatissima
Zonitoschema oculatissima es una especie de coleóptero de la familia Meloidae.
La especie fue descrita científicamente por Paul de Peyerimhoff de Fontenelle en el año 1929.